# Шенандоа (Луїзіана)
Шенандоа (англ. Shenandoah) — переписна місцевість (CDP) в США, в окрузі Іст-Батон штату Луїзіана. Населення — 19 292 особи (2020).

## Географія
Шенандоа розташована за координатами 30°24′9″ пн. ш. 91°0′13″ зх. д. / 30.40250° пн. ш. 91.00361° зх. д. (30.402581, -91.003741).  За даними Бюро перепису населення США в 2010 році переписна місцевість мала площу 16,21 км², з яких 16,08 км² — суходіл та 0,12 км² — водойми.

## Демографія
Згідно з переписом 2010 року, у переписній місцевості мешкало 18 399 осіб у 7014 домогосподарствах у складі 5301 родини. Густота населення становила 1135 осіб/км².  Було 7258 помешкань (448/км²).
Расовий склад населення:
| - 82,8 % — білих - 11,2 % — чорних або афроамериканців - 3,5 % — азіатів - 0,3 % — корінних американців - 0,1 % — вихідців з тихоокеанських островів |

До двох чи більше рас належало 1,3 %. Частка іспаномовних становила 3,1 % від усіх жителів.
За віковим діапазоном населення розподілялося таким чином: 24,0 % — особи молодші 18 років, 65,6 % — особи у віці 18—64 років, 10,4 % — особи у віці 65 років та старші. Медіана віку мешканця становила 40,1 року. На 100 осіб жіночої статі у переписній місцевості припадало 94,5 чоловіків;  на 100 жінок у віці від 18 років та старших — 91,0 чоловіків також старших 18 років.
Середній дохід на одне домашнє господарство  становив 112 718 доларів США (медіана — 88 990), а середній дохід на одну сім'ю — 129 479 доларів (медіана — 110 703). Медіана доходів становила 73 380 доларів для чоловіків та 50 523 долари для жінок. За межею бідності перебувало 4,8 % осіб, у тому числі 8,8 % дітей у віці до 18 років та 1,8 % осіб у віці 65 років та старших.
Цивільне працевлаштоване населення становило 10 474 особи. Основні галузі зайнятості: освіта, охорона здоров'я та соціальна допомога — 21,4 %, науковці, спеціалісти, менеджери — 12,8 %, виробництво — 12,0 %.